# Franz Neuhausen
Franz Neuhausen, Spitzname dicker Franz oder Franz der Dicke, (* 13. Dezember 1887 in Merzig, Rheinprovinz, Deutsches Reich; † 14. April 1966 in München) war Landesgruppenleiter der NSDAP/AO in Jugoslawien und während des Zweiten Weltkriegs deutscher „Generalbevollmächtigter für die Wirtschaft in Serbien“ und „Militärverwaltungschef Serbien“.

## Leben

### Erster Weltkrieg und Zwischenkriegszeit
Während des Ersten Weltkriegs diente Neuhausen als Major in den Luftstreitkräften des Deutschen Kaiserreichs. Hier war er Verpflegsoffizier im Jagdgeschwader 2 „Richthofen“, dessen letzter Kommandeur Hermann Göring war. In der Zwischenkriegszeit erreichte er den Rang eines Gruppenführers im Nationalsozialistischen Fliegerkorps (NSFK).
Franz Neuhausen führte diverse zweifelhafte Handelsunternehmungen in Bulgarien und Jugoslawien, teils mit Insolvenzen und Offenbarungseid (1933). Von 1931 hielt sich Franz Neuhausen in Belgrad auf. Mit Unterstützung seiner langjährigen Sekretärin und Vertrauten Helene Roßbach, seiner späteren Ehefrau, gelangte er hier nach 1933 zu Beteiligungen an Fuhrunternehmen, Vertretungen und Handelsgesellschaften. Er war Repräsentant der Deutschen Reichsbahn sowie Interessenvertreter der Lufthansa und HAPAG im Königreich Jugoslawien.
Zum 1. Mai 1933 trat Neuhausen der NSDAP bei (Mitgliedsnummer 1.549.564). Von 1933 bis 1938 war er zum Landesgruppenleiter der NSDAP/AO in Jugoslawien bestellt. Ab 1936 war Neuhausen als Wirtschaftsberater des Deutschen Reichs tätig und bekleidete schließlich die Position des deutschen Generalkonsuls. Neuhausen lancierte die jugoslawische Erneuerungsbewegung Zbor in den internationalen Handel. Mit deren Führer Dimitrije Ljotić gründete er die „Technische Union“ für Kompensationsgeschäfte zum Tausch von jugoslawischen Agrarprodukten gegen deutsche Maschinen. In den 1930er Jahren nutzte er seine bis in jugoslawische Regierungskreise reichenden politischen und wirtschaftlichen Netzwerke zu aktiver geheimdienstlicher Arbeit für das Deutsche Reich.
Mit der Unterstützung seines engen Freundes Hermann Göring erlangte Neuhausen durch dubiose Transaktionen Anteile an Unternehmen der Bergbau- und Metallindustrie. Er wurde deswegen mehrfach von der Gestapo verhaftet, jedoch wurden die Anschuldigungen jedes Mal auf Görings Intervention abgemildert. Im Gegenzug stattete Neuhausen Göring mit Fremdwährung aus. Bei seinen jährlichen Aufwartungen zu Görings Geburtstag schenkte Neuhausen dem „Reichsmarschall“ 14 kg schwere Gold- oder Silberbarren. Göring verwendete diese Mittel zum Ausbau seiner Kunst- und Schmucksammlung auf seinem Landsitz Carinhall. Neuhausen erhielt von Göring einen großen Landsitz im Banat zum Geschenk, den er mit großem Aufwand an Geld und Material ausbauen ließ.
Als Generalkonsul verhandelte Neuhausen 1940 die Akquisition der Kupferminen im ostserbischen Bor vom im Westfeldzug besiegten Frankreich und übernahm in der Folge das Amt des Vorstandsvorsitzenden der neuen deutschen Gesellschaft, der „Bor Kupferbergwerke und Hütten AG“ in Belgrad.

### Generalbevollmächtigter für die Wirtschaft in Serbien
Zur Umsetzung der Ziele des Vierjahresplans wurde Neuhausen 1937 auf den Wunsch Görings zum NSFK-Obergruppenführer befördert und zum „Generalbevollmächtigten für die Wirtschaft in Serbien“ (GBW) auf dem Gebiet des Militärbefehlshabers in Serbien ernannt. In dieser Position war es seine zentrale Aufgabe, als Statthalter Görings in der jugoslawischen Wirtschaft „die wirtschaftlichen Resources Serbiens und des Banats soweit wie möglich für die Bedürfnisse des Reiches nutzbar zu machen […]“. Praktisch alle bedeutenden Unternehmen wurden in deutsche Hände überführt, so übernahmen deutsche Firmen die gesamte Rohstoffförderung. Der überwiegende Teil des Agrarproduktion gelangte – hauptsächlich aus dem serbischen Banat – nach Deutschland.
Nach dem Balkanfeldzug richtete er sein Büro im Gebäude des ehemaligen jugoslawischen Luftfahrtministeriums im Belgrader Stadtteil Zemun ein, von wo er neben den Kupfergruben in Bor auch die Blei- und Zinkgruben Trepča bei Kosovska Mitrovica leitete. Er verfügte über die Ausbeute der von ihm mitbegründeten Firma „Jugo-Petrol“ auf der Mur-Insel. Er war Vorsitzender des Aufsichtsrats der Belgrader Filiale des „Wiener Kreditvereins“ (auch „Bankverein“) und weiter in Rüstungsgeschäfte verwickelt. Die Oberaufsicht bei der Arisierung jüdischen Besitzes oblag seit Frühjahr 1941 neben dem Verwaltungschef Harald Turner auch dem GBW Franz Neuhausen.
Am 9. Dezember 1942 wurde Neuhausen zum „Bevollmächtigten für die Produktion von Metallerzen in Südosteuropa“ ernannt. Das Deutsche Reich war in erster Linie an den jugoslawischen Kupfer-, Blei-, Zink-, Eisenerz-, Mangan-, Chrom-, Molybdän- und Bauxitvorkommen interessiert. Diese Funktion beschränkte sich anfänglich noch auf die besetzten Gebiete und die vom Zarentum Bulgarien annektierten Bereiche Jugoslawiens. Er war ebenso „Bevollmächtigter für Arbeit“ in den besetzten Gebieten.
Nach der Einrichtung der deutschen Militärverwaltung in Serbien ernannte Neuhausen Kommissare zur Kontrolle der Nationalbank und anderer Schlüsselunternehmen Serbiens. Dabei wurden auch jugoslawische Bankdepots geplündert. Die Eigentümer galten als „abwesend“, „nicht auffindbar“ oder anderweitig verhindert – sie waren in antisemitischen Mordaktionen an Ort und Stelle getötet oder von der Deutschen Reichsbahn aus Jugoslawien in die Vernichtungslager deportiert worden.
Ab März 1943 zeichnete er auch für die Metallerzproduktion im besetzten Königreich Griechenland verantwortlich. Seine Vollmachten wurden nach dem Waffenstillstand von Cassibile auf die vormals italienisch-besetzten Gebiete Griechenlands und des Königreich Albaniens ausgeweitet. Im Zuge der Rationalisierung der deutschen Militärverwaltung wurden Neuhausens bisherige Funktionen am 18. Oktober 1943 unter der Schlüsselrolle des „Militärverwaltungschef Serbien“ zusammengefasst. Neuhausen behielt seinen Posten als Vorstandsvorsitzender des Bergbauunternehmens in Bor, in dem im Juli 1943 etwa 6.200 Juden aus dem Königreich Ungarn und seinen besetzten Gebieten als Zwangsarbeiter zum Einsatz gebracht wurden, um den Mangel an Arbeitskräften zum Betrieb des Bergwerks auszugleichen. Die Arbeiter wurden dort von Einheiten der SS bewacht und zur Arbeit in knietiefem Wasser über 12-Stunden-Schichten gezwungen.

### Rivalität und Verhaftung
Die direkten Belgrader Vertreter leitender NS-Funktionäre wie Heinrich Himmler und Göring verfolgten unterschiedliche Interessen. Als „Generalbevollmächtigter für die Wirtschaft“ und Günstling Görings trat Neuhausen in den besetzten Gebieten faktisch als Wirtschaftsdiktator im Auftrag des „Reichsmarschalls“ auf. Neuhausen wurde als „notorisch korrupt“, „vom Geruch schwerer Korruption umwittert“ und als „schmierig und skrupellos“ beschrieben. Es gab zahlreiche Unstimmigkeiten mit anderen hochrangigen Offiziellen des Besatzungsregimes über das Ausmaß seiner Zuständigkeit. Er wandte sich energisch insbesondere gegen die Bestrebungen des „Sonderbevollmächtigten des Auswärtigen Amtes für den Südosten“ Hermann Neubacher, der mehr Befugnisse an die Belgrader Marionettenregierung von Milan Nedić abgeben wollte. Neubacher war der Ansicht, dass Neuhausen korrupt war und dass er während seiner Dienstzeit in Belgrad ein großes Vermögen angehäuft hatte.
Der Militärbefehlshaber Südost in Serbien Generalfeldmarschall Maximilian von Weichs und Neubacher selbst reichten eine Reihe von Beschwerden gegen ihn ein, nach der Außenminister Joachim von Ribbentrop und „Reichsführer“ Himmler ihr weiteres Vorgehen gegen Neuhausen abstimmten.
Bei Neuhausens Versuch, das Gold der Belgrader Nationalbankzentrale fortzuschaffen, fielen die Goldbarren Partisanen unter der Führung von Dragoljub Draža Mihailović in die Hände. Da bereits Himmler Ansprüche auf das Gold angemeldet hatte, ließ dieser hierauf bei Neuhausen eine Hausdurchsuchung vornehmen, im Zuge derer mehrere 100 Kilogramm Gold gefunden wurden. Neuhausen wurde wegen Korruption im August 1944 verhaftet und für 5 Monate in einem deutschen Konzentrationslager interniert.
Obwohl Göring seine Freilassung und die Verleihung des Ritterkreuzes des Kriegsverdienstkreuzes an ihn angeordnet hatte, blieb Neuhausen bis zum Ende des Krieges in Arrest. Nachfolger in seiner Funktion als „Generalbevollmächtigter für die Wirtschaft“ wurde der Bergbauexperte Theo Keyser; Justus Danckwerts ersetzte ihn als Chef der Militärverwaltung in Serbien.

### Nachkriegszeit
Neuhausen wurde 1945 von den Westalliierten auf seinem Landgut in Sankt Gilgen am Wolfgangsee festgenommen, wobei er sich als „Verfolgter und Widerständler“ ausgab. Von Jugoslawien zur Zeugenvernehmung angefordert erfolgte seine Auslieferung. Dort wurde er 1947 durch Militärrichter des 5. Belgrader Kriegsverbrecherprozesses zu 20 Jahren Zwangsarbeit verurteilt.
Zu deutschen Besatzungszeiten hatte Neuhausen jugoslawische Kommunisten protegiert und in Ämtern positioniert (Zitat Neuhausen: „Wer Kommunist ist, bestimme ich“). Dank dieser alten Seilschaften konnte er dem Vollzug des Urteilsspruchs entgehen. 1949 leitete er erneut die Kupfergruben von Bor sowie die Blei- und Zinkwerke Trepča bei Kosovska Mitrovica, diesmal für die Föderative Volksrepublik Jugoslawien; „zwar noch ohne Gehalt, aber mit allen sonstigen Vorteilen“. 1955 wurde er in die BRD entlassen. Seine Frau war bei Kriegsende in die Salzburger Landesirrenanstalt geflüchtet und lebte später in München. Neuhausen besaß zahlreiche Immobilien und Landgüter. Er starb 1966 in München.